# ديك بارنيت
ديك بارنيت (بالإنجليزية: Dick Barnett) مواليد 2 أكتوبر 1936 في غاري، هو لاعب كرة سلة أمريكي سابق بدأ مسيرته الاحترافية في سنة 1959 وحمل الرقم 5 و12. يبلغ طوله 6 قدم 4 بوصة (1.9 م). اعتزل اللعب في 1973.

## الحياة الشخصية
حصل بارنيت على درجة الدكتوراه في التربية من جامعة فوردهام. تقاعد من تدريس إدارة الرياضة في جامعة سانت جون بنيويورك عام 2007.
في 27 أبريل 2025، أُعلن عن وفاة بارنيت أثناء نومه في دار رعاية للمسنين في لارغو، فلوريدا، عن عمرٍ يناهز 88 عامًا.

## روابط خارجية
- ديك بارنيت على موقع إن بي أي (الإنجليزية)
- ديك بارنيت على موقع سبورتس رفرنس (الإنجليزية)
- ديك بارنيت على موقع ريلجم (الإنجليزية)
- ديك بارنيت على موقع بروبوليرز (الإنجليزية)
- ديك بارنيت على موقع قاعة المشاهير الجامعة الوطنية لكرة السلة (الإنجليزية)
- ديك بارنيت على موقع سبورتس رفرنس (الإنجليزية)